# Sparrow (film, 2008)
Pour les articles homonymes, voir Sparrow.
Pour plus de détails, voir Fiche technique et Distribution.
Sparrow (en cantonais : 文雀, Man jeuk) est un film hongkongais réalisé par Johnnie To sortie en 2008.
Tourné sur trois ans entre 2005 et 2008, le film met en scène les interprètes collaborant régulièrement avec le réalisateur : Simon Yam, Kelly Lin et Gordon Lam. 
Le film a été présenté pour la première fois lors de la Berlinale 2008.

## Synopsis
Les quatre membres d'un gang de pickpockets (surnommés sparrows, en argot de Hong Kong) rencontrent tour à tour une mystérieuse inconnue (Kelly Lin)... ce qui leur occasionne de sérieux ennuis, car le « moineau » (traduction littérale de Sparrow) veut sortir de sa cage... Réussiront-ils à la libérer ?

## Fiche technique
- Réalisation : Johnnie To
- Scénario : Chan Kin-chung et Fung Chi-keung
- Musique : Xavier Jamaux et Fred Avril
- Photographie : Cheng Siu-Keung
- Montage : David Richardson
- Production : Johnnie To
- Société de production : Milkyway Creative Team
- Société de distribution : Universe Entertainment (Hong Kong) ;  ARP Sélection (France) ; Universe Films Distribution Company (monde)
- Pays de production :  Hong Kong
- Langue originale : cantonais
- Genre : drame, romance
- Format : couleurs - 2,35:1 - Dolby Digital
- Durée : 87 minutes
- Dates de sortie :
  - Allemagne : 11 février 2008 (Berlinale - première mondiale)
  - France : 4 juin 2008
  - Hong Kong : 19 juin 2008

## Distribution
- Simon Yam : Kei
- Kelly Lin : Chung Chun Lei
- Gordon Lam (crédité Lam Ka-tung) : Bo
- Law Wing-cheung (en) : Sak
- Lam Suet : Lung
- Lo Hoi-pang : Mr. Fu Kim-tong
- Kenneth Cheung (en) : Mac

## Autour du film
Le tournage de Sparrow a été particulier : Johnnie To souhaitait faire ce film pour son propre plaisir avant tout. Avec la patience de ses acteurs, il tourna quelques scènes tous les trois ou quatre mois, quand une idée lui venait.
La dernière scène du film est un hommage non dissimulé à Jacques Demy[réf. nécessaire].